# 데라다 도라히코

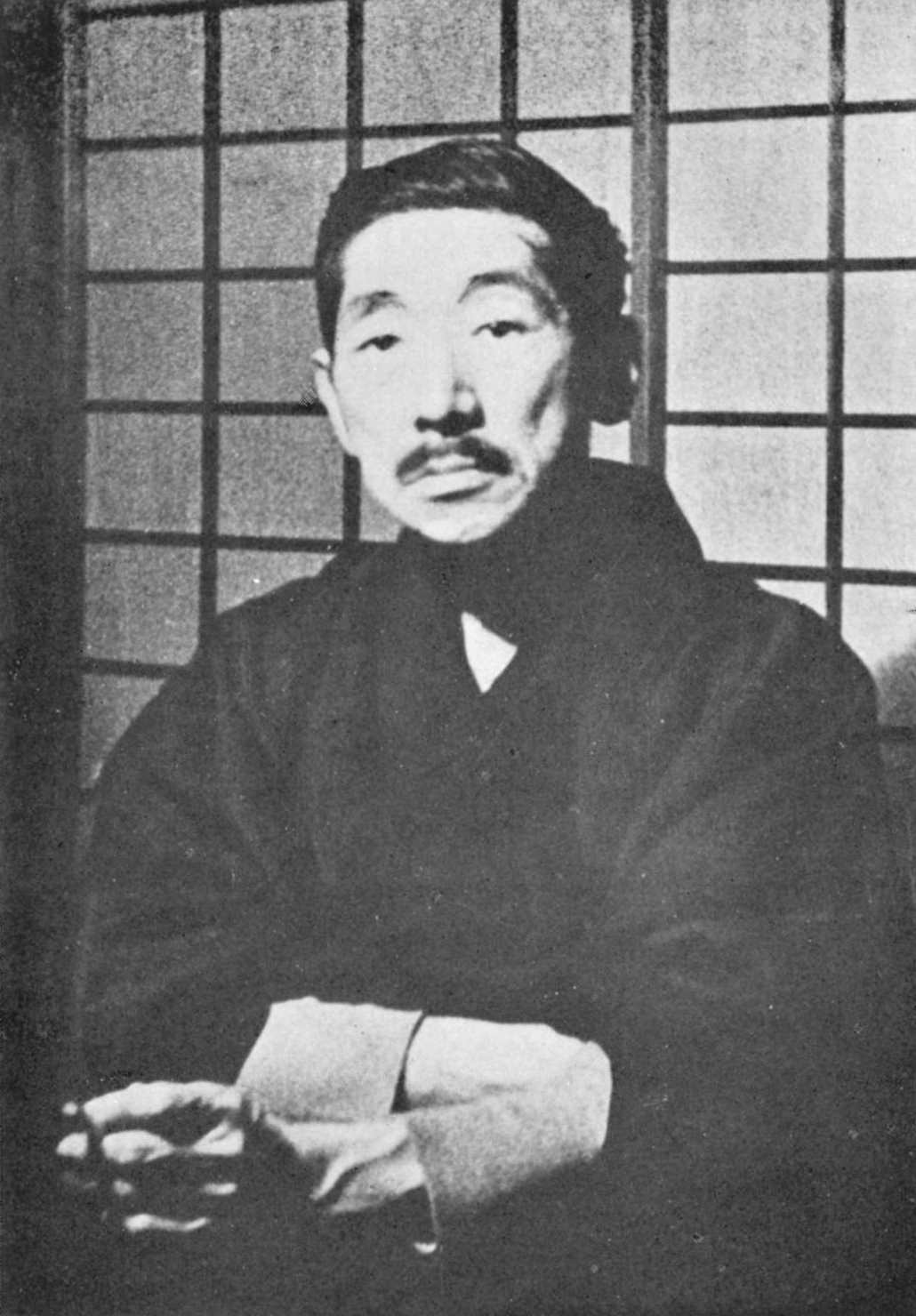
데라다 도라히코

데라다 도라히코(일본어: 寺田寅彦, 1878년 11월 28일~1935년 12월 31일)는 일본의 물리학자, 수필가이다. 나쓰메 소세키의 제자로, 수필가로서의 데라다 도라히코는 유럽의 과학 기술과 문물이 일본에 들어오던 메이지 시대를 사는 과학자의 관점에서 인간이 만든 과학의 한계를 지적하였다. 그는 자연재해를 통해 인간이 만든 과학 기술이 얼마나 연약한지를 언급하며, 일본이라는 고유한 상황 속에 유럽에서 비판 없이 수용된 과학 기술의 문제점을 강조하고 싶어 했다. 또한 그는 과학주의를 비판하면서도 자신의 과학 상식을 통해 일본에 과학이 널리 퍼졌음에도 대중이 과학을 인식하는 수준이 이에 미치지 못한다는 것을 지적하고자 했다. 간토 대지진 조선인 학살 사건 당시 유언비어와 가학 대상으로서의 재일조선인 학살을 두고, 조선인들이 그런 중요성이 떨어지는 변두리 마을까지 휩쓸며 일본인들에게 폭탄을 던지고 우물에 독을 풀려고 얼마나 많은 폭탄과 독이 동원되어야 하냐는 의문을 통해 대중매체를 통한 정보의 전파와 그 책임을 언급하며 일본에 도래한 과학주의의 허구성을 예리하게 지적하고 있다.

## 우리말 번역
- 강정원 옮김, 《도토리》, 민음사, 2017년 3월 31일